# Christoph Egle
Christoph Egle (* 1974 in Pforzheim) ist ein deutscher Politikwissenschaftler und Geschäftsführer des Bayerischen Forschungsinstituts für Digitale Transformation.

## Leben und Wirken
Egle wurde 1974 in Pforzheim geboren. Er studierte Politikwissenschaft, Soziologie und Philosophie an der Ruprecht-Karls-Universität Heidelberg sowie an der Universität Aix-Marseille. Im Jahr 2007 promovierte er an der Universität Heidelberg mit einer Dissertation über sozial- und wirtschaftspolitische Reformen. Anschließend war er wissenschaftlicher Assistent am Geschwister-Scholl-Institut für Politische Wissenschaft der Ludwig-Maximilians-Universität München.
Im Jahr 2010 wechselte Egle in die wissenschaftliche Politikberatung und das Wissenschaftsmanagement. Bei der Deutschen Akademie der Technikwissenschaften leitete er bis 2018 die Geschäftsstelle des Innovationsdialogs der Bundesregierung. Anschließend war er als Referatsleiter für digitale Zukunftstechnologien in der Bayerischen Staatskanzlei und im Bayerischen Staatsministerium für Digitales tätig.
Seit Juni 2019 ist Egle Geschäftsführer des Bayerischen Forschungsinstituts für Digitale Transformation.

## Forschungsschwerpunkte
Egles Forschungsschwerpunkte lagen in der vergleichenden Politikwissenschaft, insbesondere in der Analyse von Regierungskoalitionen und Reformpolitik. Er ist Mitautor und Mitherausgeber mehrerer politikwissenschaftlicher Sammelbände zur rot-grünen Bundesregierung unter Gerhard Schröder.

## Publikationen (Auswahl)
- Hrsg.: Heidelberger Club für Wirtschaft und Kultur e.V.: Bereit für die Wissensgesellschaft? Bildung und Ausbildung auf dem Prüfstand. Redaktionell bearbeitet und gesetzt von Christoph Egle und Dietmar Gustke. Springer VS, Berlin/Heidelberg 1998, ISBN 3-540-64089-4.
- als Hrsg. mit Tobias Ostheimer, Reimut Zohlnhöfer: Das rot-grüne Projekt: eine Bilanz der Regierung Schröder 1998–2002. Westdeutscher Verlag, Wiesbaden 2005, ISBN 978-3-531-13791-9.
- mit Wolfgang Merkel, Alexander Petring: Die Reformfähigkeit der Sozialdemokratie. Herausforderungen und Bilanz der Regierungspolitik in Westeuropa. Springer VS, Wiesbaden 2006, ISBN 3-531-14750-1.

- Deutschland: Der blockierte Musterknabe. In: Thomas Meyer (Hrsg.): Praxis der Sozialen Demokratie. Springer VS, Wiesbaden 2006, ISBN 3-531-15179-7, S. 273-326.

- als Hrsg. und Mitautor mit Reimut Zohlnhöfer: Ende des rot-grünen Projektes: eine Bilanz der Regierung Schröder 2002–2005. Springer VS, Wiesbaden 2007, ISBN 978-3-531-14875-5.
- Reformpolitik in Deutschland und Frankreich: Wirtschafts- und Sozialpolitik bürgerlicher und sozialdemokratischer Regierungen seit Mitte der 90er Jahre. Zugl. Dissertation. Springer VS, Wiesbaden 2009, ISBN 978-3-531-15747-4.
- als Hrsg. mit Reimut Zohlnhöfer: Die zweite Große Koalition: eine Bilanz der Regierung Merkel 2005–2009. Springer VS, Wiesbaden 2010, ISBN 978-3-531-16796-1.